# Agave duplicata
Agave duplicata ist eine Pflanzenart aus der Gattung der Agaven (Agave) in der Unterfamilie der Agavengewächse (Agavoideae). Das Artepitheton duplicata stammt aus dem Lateinischen, bedeutet ‚doppelt‘ und verweist darauf, dass ein neuer Artname notwendig wurde, als die Art in die Gattung Agave gestellt wurde.

## Beschreibung
Agave duplicata hat fleischige, gebüschelte Wurzeln. Die ein bis fünf aufsteigenden bis ausgestreckten weichen Laubblätter stehen in einer basalen Rosette zusammen und entspringen einer schmal eiförmigen Zwiebel, oder es sind in den untersten Zentimetern der Schaftbasis ein bis drei zusätzliche Laubblätter vorhanden. Sie sind linealisch oder breit linealisch, in der Mitte am breitesten und spitz bis lang spitz zulaufend. Ihre Blattspreite ist 15 bis 30 (selten bis 50) Zentimeter lang und 5 bis 15 (selten ab 1,5) Millimeter breit. Nahe der Blattbasis ist sie gelegentlich rot gefleckt. Die Blattränder sind dünn, hell und narbig, etwas ausgenagt und manchmal gleichmäßig papillös.
Der „ährige“ Blütenstand erreicht eine Höhe von 50 bis 90 (selten bis 140) Zentimeter. Der blütentragende Teil ist 10 bis 20 (selten bis 40) Zentimeter lang und trägt weit voneinander entfernt vier bis zwölf (selten bis 16) blütentragende Knoten mit paarig angeordneten Blüten. Häufig ist jedoch nur eine entwickelt. Der stark aufsteigende Blütenstiel ist 4 bis 6 (selten bis 8) Millimeter lang und wird zur Fruchtzeit 8 bis 13 (selten ab 5) Millimeter lang. Der aufrechte Fruchtknoten ist ellipsoid. Die Perigonblätter sind hellrot, korallenrosa, rot, orangerot oder scharlachrot gefärbt. Manchmal sind sie zu den Spitzen hin grün. Zur Anthese ist die Blütenröhre von nahe ihrer Basis stark auswärts gebogen und die Blüten stehen fast horizontal ab oder sie sind abgebogen. Die stielrunde Blütenröhre ist an ihrer Basis schlank. Von nahe oder unterhalb ihrer Mitte aus ist sie erweitert. Die Blütenröhre ist in der Regel 14 bis 20 (selten bis 23) Millimeter lang. Ihre kurzen und ausgebreiteten Zipfel sind 1,5 bis 3 Millimeter lang und ebenso breit. Die äußeren Zipfel sind dabei größer als die inneren. Der Griffel besitzt drei flache und ausgebreitete Zipfel, die kürzer als 1 Millimeter sind. Ihre Blütezeit reicht von Juni bis zum August, gelegentlich auch bis in den November.
Die kurz länglichen oder fast kugelförmigen Früchte sind etwa 7 bis 10 Millimeter lang und 7 bis 8 Millimeter breit. Sie enthalten keilförmige, scharfkantige Samen von 2,5 bis 3 Millimeter Länge.

## Systematik und Verbreitung
Agave duplicata ist in Mexiko verbreitet. Das Verbreitungsgebiet von Agave duplicata subsp. duplicata erstreckt sich dabei über die mexikanischen Bundesstaaten Nayarit, Guanajuato, Jalisco, Michoacán, Guerrero, México, den Distrito Federal, Oaxaca und Hidalgo.
Sie wächst vorwiegend an felsigen Hängen in Eichen- oder Kiefernwäldern, insbesondere im transmexikanischen Vulkangürtel in Höhenlagen von 2200 bis 2800 Metern (selten ab 1000 Meter).
Die Erstbeschreibung als Bravoa geminiflora durch Juan José Martinez de Lexarza wurde 1824 veröffentlicht. Joachim Thiede und Urs Eggli stellten die Art 1999 in die Gattung Agave. Dabei mussten sie einen neuen Namen wählen, da bereits die Art Agave geminiflora (Tagl.) Ker Gawl. (1817) existierte. 
Weitere nomenklatorische Synonyme sind Polianthes geminiflora (Lex.) Rose (1903) und Coetocapnia geminiflora (Lex.) Link & Otto  (1828). Weitere Synonyme sind außerdem Bravoa coetocapnia M.Roem. und Bravoa geminiflora Hemsl. (1884, nom. inval. ICBN-Artikel 61.1)
Die Art gehört in die Untergattung Manfreda und wird dort der Polianthes-Gruppe zugeordnet. Agave duplicata ist ziemlich variabel und weit verbreitet. Es werden folgende Unterarten unterschieden:
- Agave duplicata subsp. duplicata
- Agave duplicata subsp. clivicola (McVaugh) Thiede & Eggli
- Agave duplicata subsp. graminifolia (Rose) Thiede & Eggli
- Agave duplicata subsp. pueblensis (E.Solano & García-Mend.) Thiede[9]

Eine als Bravoa ×kewensis benannte Hybride mit der aus der Prochnyanthes-Gruppe stammenden Art Agave bulliana wurde erstmals 1889 erwähnt. 
Agave duplicata subsp. clivicola

Die Unterschiede zu Agave duplicata subsp. duplicata sind: Agave duplicata subsp. clivicola besitzt etwas glänzende, schlaffe Laubblätter, die meist 25 bis 30 (selten 15 bis 48) Zentimeter lang und 1,5 bis 2,5 (selten bis 3,7)) Zentimeter breit sind. Ihre Ränder sind für gewöhnlich sehr schmal zurückgerollt und besitzen sehr dünne, helle, narbige oder hyaline Kanten. Sie sind glatt und ganzrandig, und nur selten undeutlich aufgeraut. Der Blütenstand wird 70 bis 125 Zentimeter hoch, der blütentragende Teil ist 20 bis 40 (selten bis 60) Zentimeter lang und trägt sechs bis 16 weit voneinander entfernte blütentragende Knoten.
Agave duplicata subsp. clivicola ist in den mexikanischen Bundesstaaten Jalisco und Michoacán auf meist steilen, schattigen Hängen, in Tobeln und Runsen in Kiefern-Eichen-Wäldern in Höhenlagen von 1200 bis 2150 Metern (selten ab 900 Meter) verbreitet. Die Blütezeit reicht von Juli bis September.
Die Erstbeschreibung als Polianthes geminiflora var. clivicola durch Rogers McVaugh wurde 1989 veröffentlicht. Joachim Thiede und Urs Eggli erhoben die Varietät 1999 in den Rang einer Unterart und stellten sie gleichzeitig in die Gattung Agave.
Agave duplicata subsp. graminifolia

Die Unterschiede zu Agave duplicata subsp. duplicata sind: Die Unterseite der Laubblätter ist auf den Blattadern und entlang der Blattränder kammartig, kurzborstig mit dicken, aufrechten, stumpfen, drüsenspitzigen, 0,1 bis 0,2 Millimeter langen Haaren besetzt. Exponierte Teile der Blattscheiden und – in einem geringeren Maß – die unteren Stammteile sind ähnlich flaumhaarig.
Agave duplicata subsp. graminifolia ist in den mexikanischen Bundesstaaten Zacatecas, Aguascalientes, Jalisco und eventuell Guanajuato in Grasländern, auf felsigen Hängen und grasigen Lichtungen in Eichenwäldern in Höhenlagen von 2000 bis 2250 Metern (eventuell bereits ab 1400 Meter) verbreitet. Die Blütezeit reicht von Juli bis September.
Die Erstbeschreibung als Polianthes graminifolia durch Joseph Nelson Rose wurde 1903 veröffentlicht. Rogers McVaugh stellte die Art 1989 als Varietät zur Art Polianthes geminiflora. Joachim Thiede und Urs Eggli erhoben die Varietät 1999 in den Rang einer Unterart und stellten sie gleichzeitig in die Gattung Agave.

## Nachweise